# Bielitzer Zion
Der Bielitzer Zion (poln. Bielski Syjon) ist ein historisches Viertel in der oberen Vorstadt von Bielsko-Biała (deutsch: Bielitz-Biala) rund um den Martin-Luther-Platz.

## Geschichte
Seine Entstehung verdankt er dem Toleranzpatent des Kaisers Joseph II. vom 13. Oktober 1781.
Seit dem 16. Jahrhundert war die evangelische Gemeinde von Bielitz eine der stärksten im Fürstentum Teschen in Schlesien. Das Toleranzpatent erlaubte den evangelischen Gemeinden den Bau von Kirchen und Schulen. Die Bauten entstanden ab März 1782 auf dem unteren Teil der städtischen Weiden. Der Aufbau der Gebäude erfolgte innerhalb von 10 Jahren.
Der Name „Bielitzer Zion“ sollte an Jerusalem als heiligen Ort der Gemeinschaft der Gläubigen erinnern. Der erste Pfarrer war Johann Traugott Bartelmus (1782). Nach dem Jahre 1848 wurden den Protestanten in der Habsburger Monarchie die gleichen Rechte wie den Katholiken gewährt, und so konnten eine neue Kirche mit einem neugotischen Turm und neue Schulgebäude errichtet werden.

## Gebäude und Anlagen
Zum Bielitzer Zion gehören:
- die evangelische Erlöserkirche, erbaut 1782–1790 nach einem Projekt von Simon Gottlieb Zug als klassizistischer Saalbau. 1881–82 wurde sie neugotisch umgestaltet nach Plänen des Wiener Architekten Heinrich von Ferstel. Das Ölgemälde Kreuzigung wurde von Daniel Penther 1867 gemalt, die Orgel stammt aus dem Jahr 1881.[1] Die Erlöserkirche ist die Bischofskirche der Diözese Teschen;
- das Lutherdenkmal (1900, von Franz Vogl), ist das einzige Luther-Denkmal Polens;
- das ehemalige evangelische Priesterseminar, 1863–1865 im Stil der Neo-Renaissance erbaut von  Emanuel Rost, jetzt Verwaltungshochschule (Wyższej Szkoły Administracji)
- die evangelische Mädchenrealschule, erbaut im Jahre 1896–97 von Moritz Thiele, in frühmodernistischen Formen, jetzt Schule Nr. 2;
- die neue evangelische Schule, erbaut 1794–98, jetzt Sitz des Bischofs der Diözese Teschen;
- das Alumneum (höhere Schule), errichtet 1870 von P.E. Lauerbach, jetzt Gymnasium und Lyzeum;
- der alte evangelische Friedhof, gegründet 1833, u. a. Ruhestätte von Theodor Sixt, Karl Samuel Schneider, Theodor Haase und Gustav Josephy;
- Die ehemalige alte evangelische Schule wurde ebenso wie die Kantorei 1987 abgetragen. An ihrer Stelle wurde von 1987 bis 1991 das Gebäude der evangelischen Augustana-Verlagsgesellschaft errichtet.[2]
- das ehemalige evangelische Waisenhaus, erbaut 1906–1907;
- ehemaliges Diakonissenhaus, erbaut 1905, jetzt Bezirksstaatsanwaltschaft.

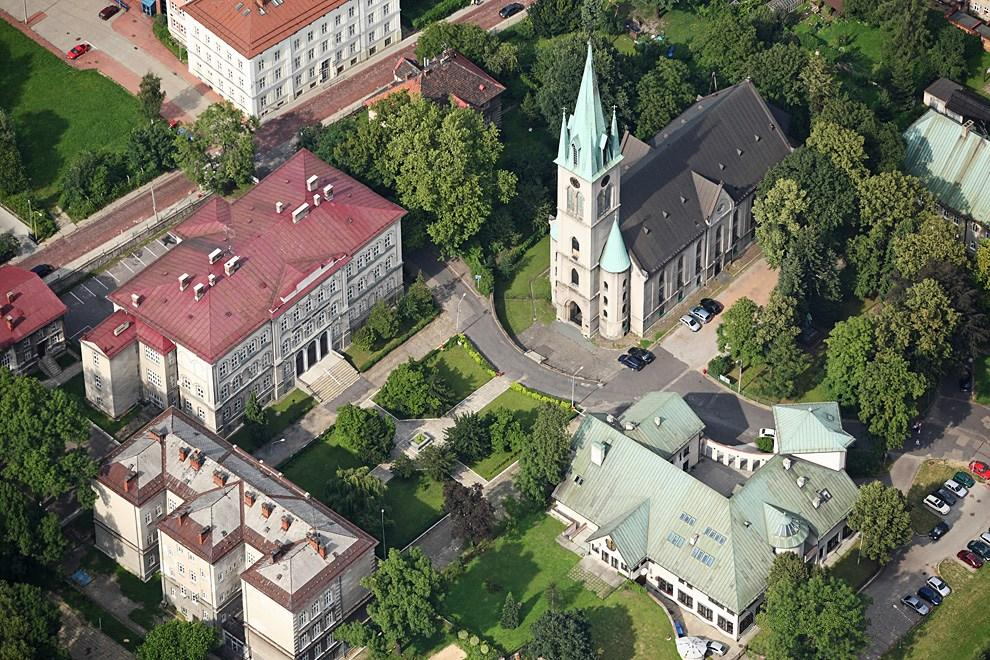
Der Luther-Platz – Zentrum des "Bielitzer Zion"
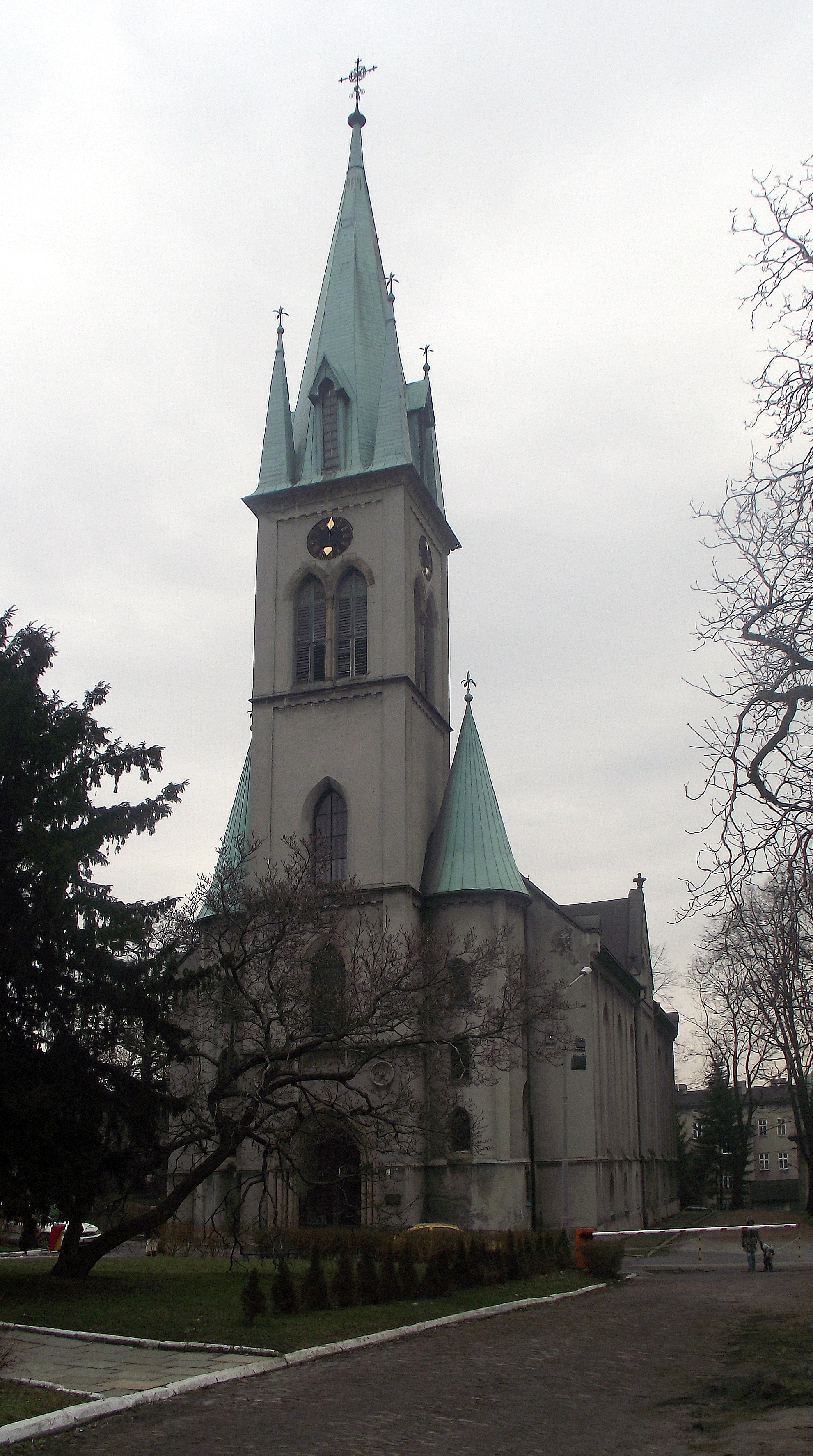
Erlöserkirche in Bielitz
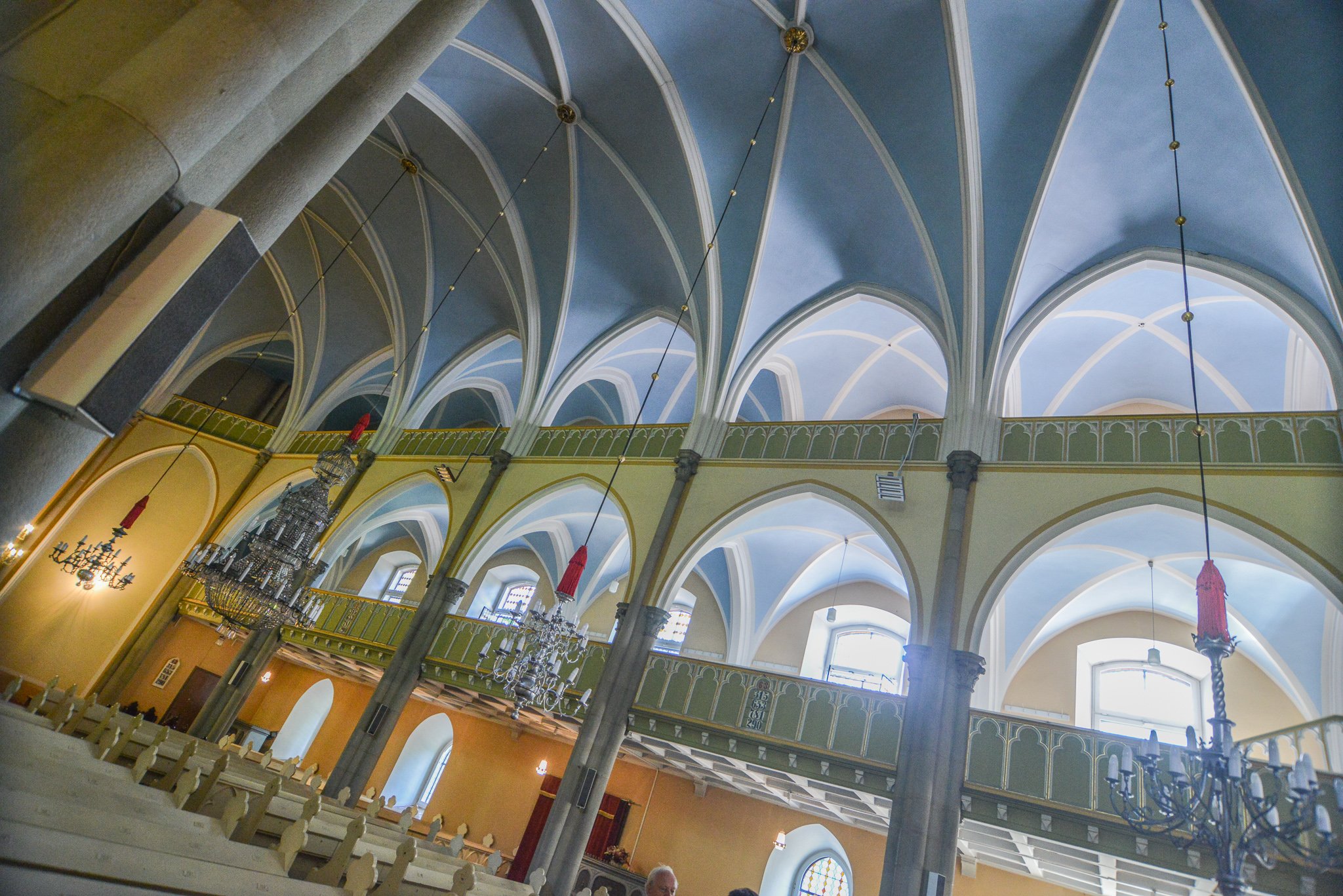
Seitenschiff der Erlöserkirche
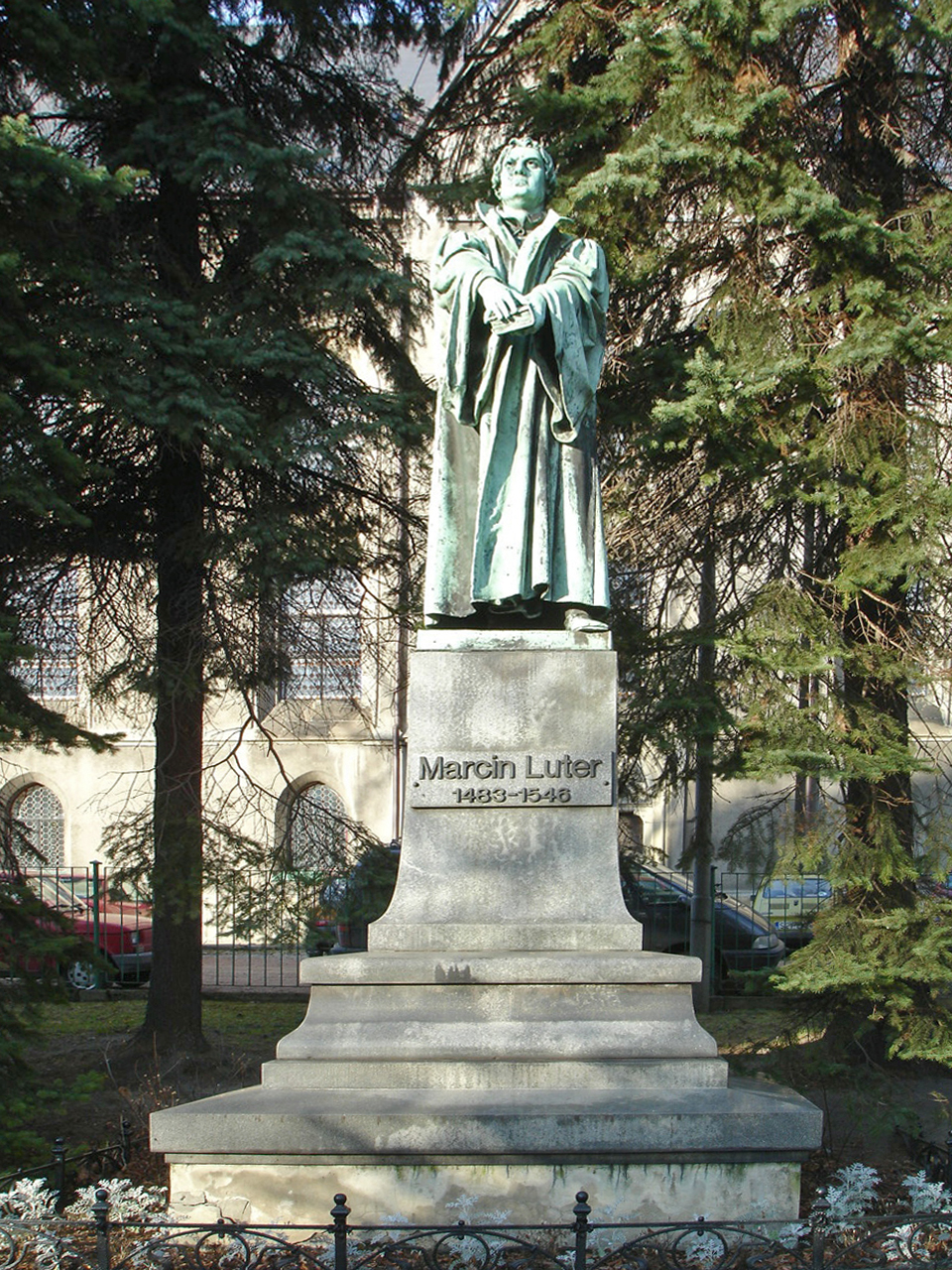
Martin-Luther-Denkmal
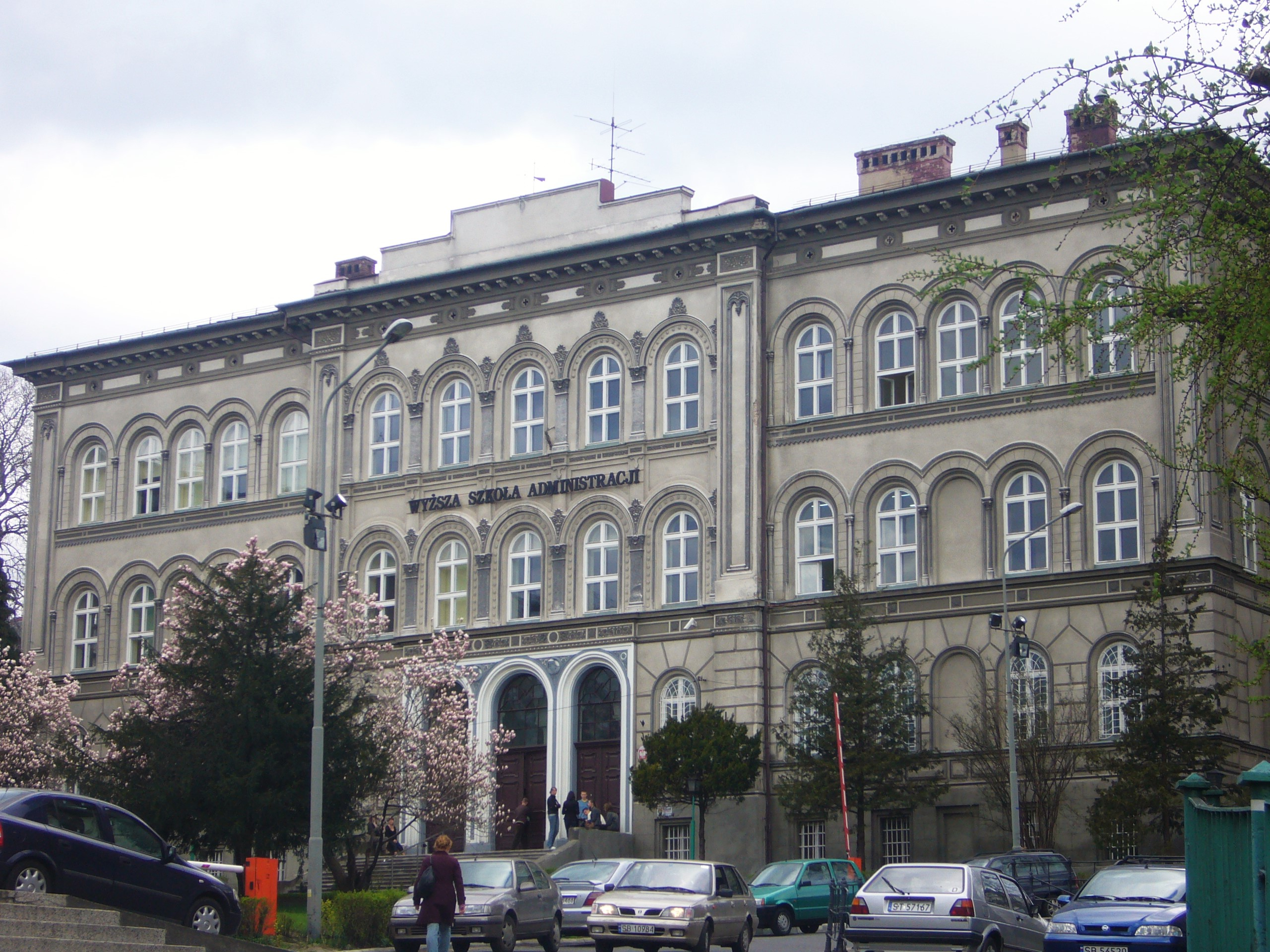
Verwaltungshochschule im ehemaligen evangelischen Priesterseminar
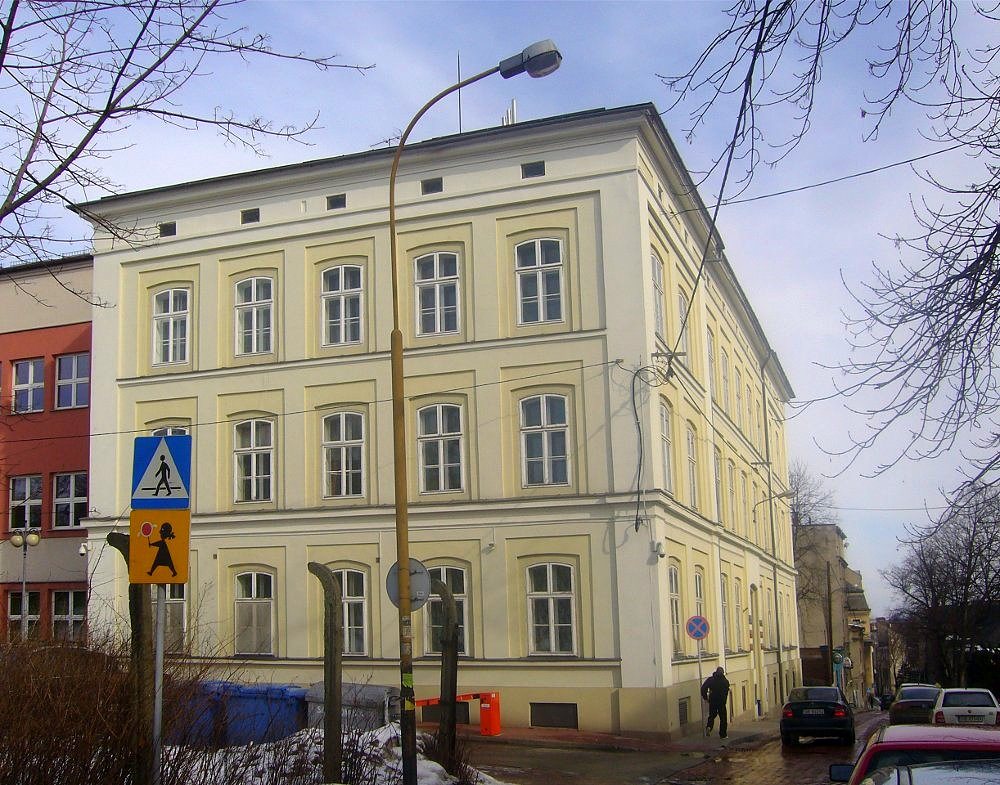
Ehemaliges Alumneum
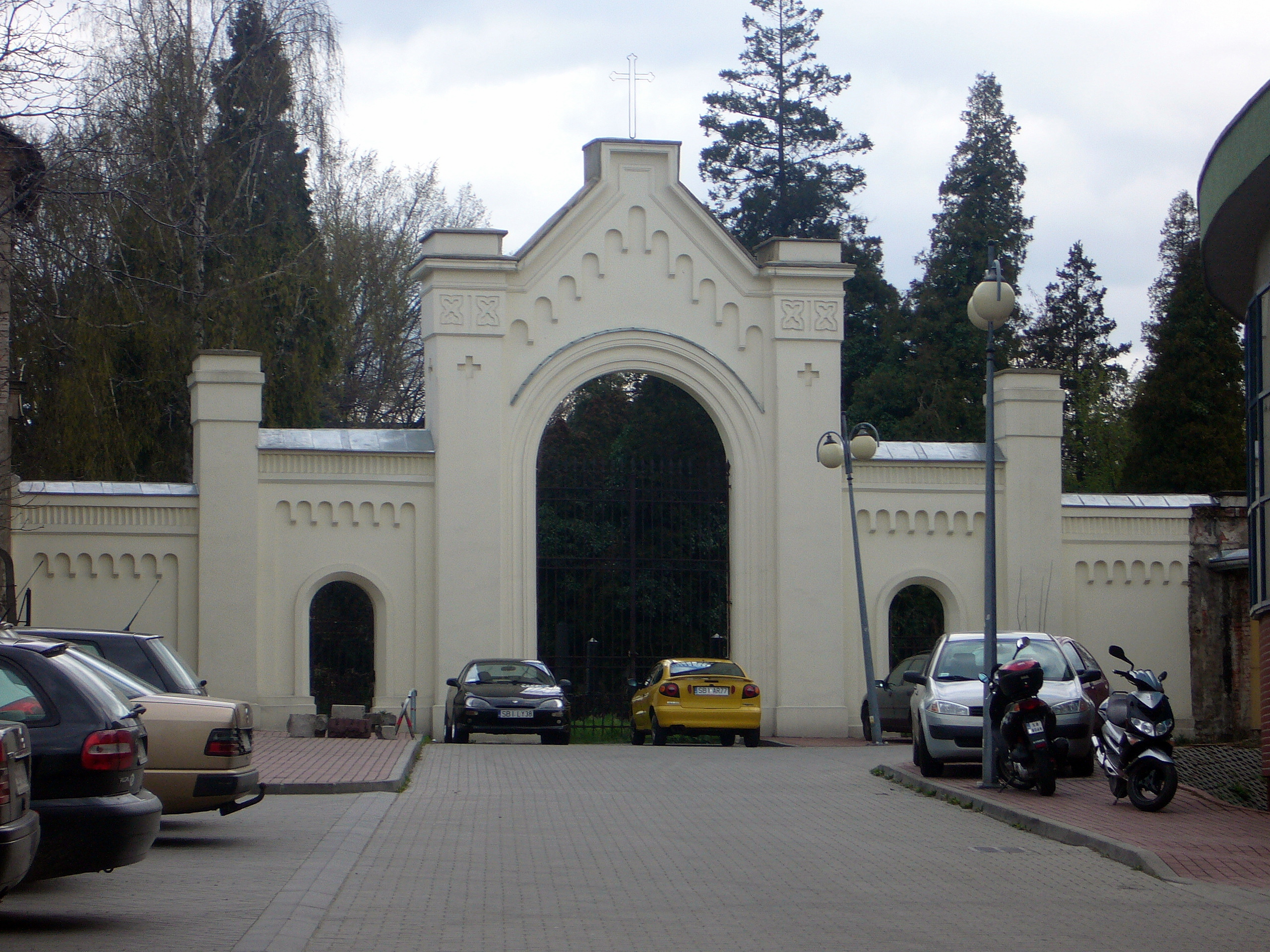
Eingangstor zum alten evangelischen Friedhof